# Angiospermia

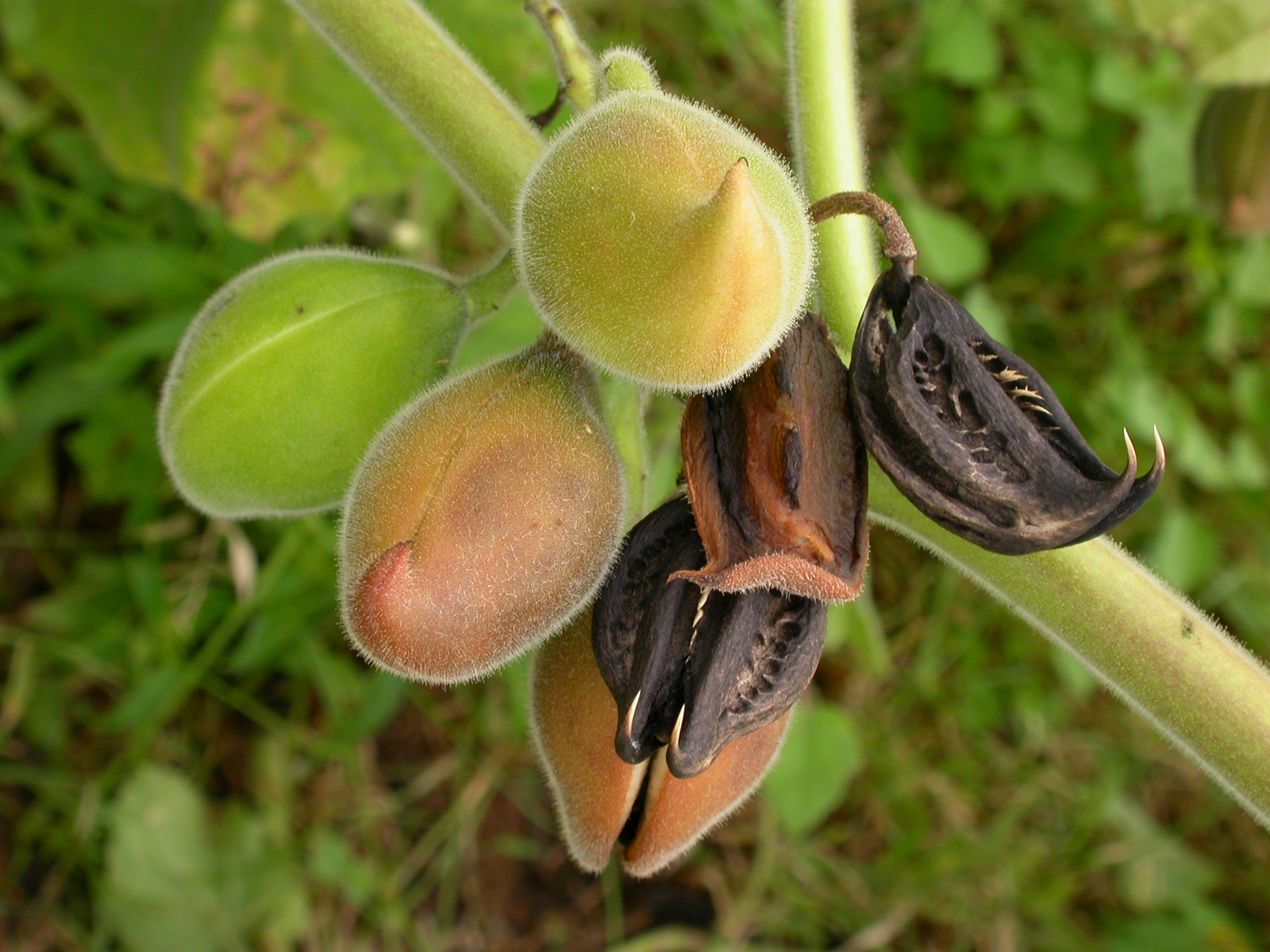
Frutos da espécie Martynia annua

Em botânica, segundo o sistema de Linné, angiospermia  é uma das três ordens de plantas pertencentes à classe didynamia. 
As plantas desta ordem se caracterizam por apresentarem as sementes protegidas por um pericarpo. Apresentam também flores hermafroditas com quatro estames livres, sendo dois maiores e dois menores.

## Gêneros
- Bartsia, Rhinanthus, Euphrasia, Melampyrum, Lathraea, Schwalbea, Tozzia, Pedicularis, Gerardia, Chelone, Gesneria, Antirrhinum, Cymbaria, Craniolaria, Martynia, Torenia, Besleria, Scrophularia, Celsia, Digitalis, Bignonia, Citharexylum, Halleria, Crescentia, Gmelina, Petrea, Lantana, Cornutia, Loeselia, Capraria, Selago, Hebenstretia, Erinus, Buchnera, Browallia, Linnaea, Sibthorpia, Limosella, Aeginetia, Obolaria, Orobanche, Dodartia, Lippia, Sesamum, Mimulus, Ruellia, Barleria, Duranta, Ovieda, Volkameria, Clerodendrum, Vitex, Bontia, Columnea, Acanthus